# 国際連合安全保障理事会決議170
国際連合安全保障理事会決議170（こくさいれんごうあんぜんほしょうりじかいけつぎ170、英: United Nations Security Council Resolution 170, UNSCR170）は、1961年12月14日に国際連合安全保障理事会で全会一致で採択された決議である。タンガニーカの国連加盟申請を検討し、同国の加盟承認を総会に勧告した。